# Retrato de la condesa de Sorcy-Thélusson
El Retrato de la condesa de Sorcy-Thélusson  es un cuadro pintado por Jacques-Louis David en 1790 al inicio de la Revolución. Junto con el Retrato de la marquesa de d'Orvilliers, ambos representan a las hermanas Louise y Robertine Rilliet, hijas del banquero Jacques Rilliet. Aunque las dimensiones del retrato son las mismas que el de su hermana, fueron encargos separados. La obra pertenece desde 1971 a la colección de la Neue Pinakothek de Múnich.

## Historia
El 8 de marzo de 1790, Jacques Louis David firma al conde de Sorcy un recibo por la suma de tres mil libras, en pago por este retrato: "Reconozco haber recibido del Señor el conde de Sorcy, la suma de tres mil libras como precio convenido del retrato de la Señora, su esposa, por saldo de toda cuenta. París, este 8 de marzo de 1790. David, pintor del Rey".
Este retrato fue conservado mucho tiempo por la descendencia de la modelo, siendo transmitido en las familias Thellusson de Sorcy, Estièvre de Trémauville, Asselin de Villequier, después del Fresne de Beaucourt, hasta Jeanne de Beaucourt, a la muerte de la cual, en 1968, fue vendido a la Pinacoteca de Múnich .

## La modelo
Louise Rilliet, nacida el 8 de febrero de 1770 y fallecida en el castillo de Morainville, en Le Mesnil-sur-Blangy (Calvados) el 24 de agosto de 1845, era hija de Jacques Rilliet banquero de París, protestante de origen ginebrino, y su esposa Marguerite Julien.   
El 10 de diciembre de 1787, contrae matrimonio, en París, en la capilla del hotel de los embajadores de Holanda, con Jean Isaac de Thellusson, también perteneciente a otra familia de banqueros protestantes de origen suizo, más tarde teniente coronel de la Guardia Suiza, coronel honorario por diploma del rey Luis XVIII en 1817, conde de Sorcy en 1821 . Era hijo de Georges-Tobie de Thellusson, banquero de París.  
En 1791, un busto de Louise Rilliet fue esculpido por Houdon. Una versión en mármol de este busto se puso en venta en Christie's en París, el 25 de junio de 2019.

## Descripción
Louise aparece sentada en una silla Luis XVI, con un sencillo vestido blanco y chal color crema. Aunque ya ha abandonado el pouf, el cabello todavía lo lleva empolvado. A pesar de su pertenencia a la clase alta, no luce ningún tipo de adorno, como corresponde a la época, cuando cualquier muestra de riqueza habría sido vista con sospecha.